# 1915
1915 (MCMXV) je bilo navadno leto, ki se je po gregorijanskem koledarju začelo na petek.

## Dogodki
- 13. januar - katastrofalni potres v Avezzanu (Italija) zahteva več kot 20.000 smrtnih žrtev.
- 31. januar - nemške sile uporabijo strupen plin v bitki proti rusom.
- 18. marec - neuspešen britanski napad na Dardanele.
- 19. marec - v observatoriju Lowell prvič fotografirajo Pluton, a ga takrat še ne prepoznajo kot planet.
- 24. april - pričetek drugega armenskega genocida.
- 26. april - podpisan tajni Londonski sporazum med Italijo in silami antante
- 7. maj - Potop Lusitanie: nemška podmornica U-20 torpedira in potopi britansko potniško ladjo RMS Lusitanio, umre 1.198 ljudi; povod za vstop ZDA v 1. prvo svetovno vojno.
- 23. maj - Italija se pridruži zavezništvu z vojno napovedjo Avstro-Ogrski.
- 28. julij - Združene države Amerike okupirajo Haiti.
- 6. september - britanska kopenska vojska testira prototip prvega tanka - Mark I.
- 15. oktober - Avstro-Ogrska in Bolgarija napadeta Kraljevino Srbijo.
- 25. november - Albert Einstein pred Prusko akademijo znanosti predstavi svoje enačbe polja, ki predstavljajo jedro splošne teorije relativnosti.
- 23. december - HMHS Britannic, kot tretja in zadnja ladja razreda Olympic, odpluje na svojo krstno plovbo iz Liverpoola na otok Lemnos, preurejena v bolniško ladjo.
- 25. december - britanski in nemški vojaki zapustijo okope ter odigrajo igro nogometa na nikogaršnjem ozemlju.

## Rojstva
- 6. januar - Alan Watts, angleški pisatelj, filozof in popularizator azijskih filozofij († 1973)
- 21. februar - Jevgenij Mihajlovič Lifšic, ruski fizik († 1985)
- 5. marec - Laurent Schwartz, francoski matematik († 2002)
- 21. april - Anthony Quinn, ameriški filmski igralec mehiškega rodu († 2001)
- 6. maj - George Orson Welles, ameriški filmski igralec in režiser († 1985)
- 6. maj   - Theodore Harold White, ameriški pisatelj († 1986)
- 15. maj - Paul Samuelson, ameriški ekonomist, nobelovec († 2009)
- 24. junij - sir Fred Hoyle, britanski astronom, astrofizik, kozmolog, matematik, pisatelj, popularizator znanosti († 2001)
- 19. avgust - Vladimir Lamut, slovenski slikar, grafik († 1962)
- 20. oktober - Mirče Acev, makedonski narodni heroj († 1943)
- 12. november - Roland Barthes, francoski kritik, esejist, filozof, semiotik († 1980)
- 12. december - Francis Albert Sinatra, ameriški pevec in filmski igralec († 1998)
- - Liisi Oterma, finska astronomka († 2001)
- - Masao Abe, japonski budistični filozof  († 2006)

## Smrti
- 24. januar - Arthur Georg Friedrich Julius von Auwers, nemški astronom (* 1838)
- 27. april - Aleksander Nikolajevič Skrjabin, ruski skladatelj, pianist (* 1872)
- 2. julij - Porfirio Díaz, mehiški državnik (* 1830)
- 28. avgust - Alojz Dravec, madžarsko-slovenski pisatelj in etnolog (* 1866)
- 31. avgust - Carl Theodor Albrecht, nemški astronom (* 1843)
- 24. september - Števan Kühar, slovenski pisatelj in ljudski zbiratelj na Madžarskem (* 1882)

## Nobelove nagrade
- Fizika - William Henry Bragg in William Lawrence Bragg
- Kemija - Richard Willstätter
- Fiziologija ali medicina - ni bila podeljena
- Književnost - Romain Rolland
- Mir - ni bila podeljena